# Светско првенство у кајаку и кануу на мирним водама 1978.
Светско првенство у кајаку и кануу на мирним водама 1978. одржано је у Београду, у Југославији, по рекордни трећи пут. Београд је био домаћин првенства и 1971. и 1975. године.
У мушкој конкуренцији такмичења су одржана у шест дисциплина у кануу и девет у кајаку. За жене су одржана три такмичења у кајаку.
Ово је било четрнаесто Светско првенство у кајаку и кануу на мирним водама.

## Резултати[2]

### Мушкарци

#### Кану
| Дисциплина  | Злато                                     | Време    | Сребро                                              | Време    | Бронза                                                | Време    |
| C-1 500 m   | Бугарска · Liubomir Ljubenov              | 01:57.14 | Мађарска · Gyula Hajdu                              | 01:57.30 | Совјетски Савез · Sergey Liminovich                   | 01:57.90 |
| C-1 1000 m  | Југославија · Матија Љубек                | 04:05.26 | Мађарска · Tamás Wichmann                           | 04:05.62 | Румунија · Ivan Patzaichin                            | 04:05.99 |
| C-1 10000 m | Румунија · Ivan Patzaichin                | 47:03.33 | Совјетски Савез · Vasiliy Yurchenko                 | 47:15.40 | Југославија · Матија Љубек                            | 47:18.08 |
| C-2 500 m   | Мађарска · László Foltan · István Vaskúti | 01:46.50 | Совјетски Савез · Sergey Petrenko · Petras Grigonis | 01:46.96 | Румунија · Gheorghe Simionov · Toma Simionov          | 01:48.10 |
| C-2 1000 m  | Мађарска · Tamás Buday · Oszkár Frey      | 03:46.02 | Румунија · Gheorghe Simionov · Toma Simionov        | 03:46.35 | Совјетски Савез · Sergey Postrechin · Yuriy Lobanov   | 03:49.49 |
| C-2 10000 m | Мађарска · Tamás Buday · László Vaskúti   | 42:53.15 | Румунија · Gheorghe Simionov · Toma Simionov        | 43:15.73 | Совјетски Савез · Viktor Vorobiyev · Aleksandr Beleyi | 43:21.99 |

#### Кајак
| Дисциплина  | Злато                                                                                            | Време    | Сребро                                                                                    | Време    | Бронза                                                                                     | Време    |
| K-1 500 m   | Румунија · Vasile Dîba                                                                           | 01:47.45 | Совјетски Савез · Vladimir Parfenovich                                                    | 01:48.27 | Источна Немачка · Peter Hempel                                                             | 01:48.74 |
| K-1 1000 m  | Источна Немачка · Rüdiger Helm                                                                   | 03:49.43 | Југославија · Милан Јанић                                                                 | 03:50.42 | Совјетски Савез · Vitaliy Trukshin                                                         | 03:50.64 |
| K-1 10000 m | Југославија · Милан Јанић                                                                        | 44:34.76 | Совјетски Савез · Nikolay Stepanenko                                                      | 44:37.03 | Мађарска · István Joós                                                                     | 44:53.10 |
| K-2 500 m   | Источна Немачка · Bernd Olbricht · Rüdiger Helm                                                  | 01:36.12 | Румунија · Nicuşor Eşanu · Ion Bîrlădeanu                                                 | 01:37.34 | Совјетски Савез · Sergey Zhuchray · Vladimir Trainikov                                     | 01:37.81 |
| K-2 1000 m  | Совјетски Савез · Sergey Zhuchray · Vladimir Trainikov                                           | 03:27.29 | Норвешка · Einar Rasmussen · Olaf Søyland                                                 | 03:27.38 | Мађарска · Zoltán Bakó · István Szabó                                                      | 03:29.29 |
| K-2 10000 m | Мађарска · Zoltán Bakó · István Szabó                                                            | 40:23.91 | Француска · Alain Lebas · Jean-Paul Hanquier                                              | 40:24.36 | Румунија · Nicuşor Eşanu · Grigore Constantin                                              | 40:32.70 |
| K-4 500 m   | Источна Немачка · Peter Bischof · Bernd Duvigneau · Roland Graupner · Harald Marg                | 01:29.26 | Шпанија · Herminio Menéndez · Martin Vásquez · Jóse Ramón López · Luis Gregario Ramos     | 01:30.10 | Пољска · Ryszard Oborski · Daniel Wełna · Grzegorz Kołtan · Grzegorz Śledziewski           | 01:30.19 |
| K-4 1000 m  | Источна Немачка · Bernd Olbricht · Bernd Duvigneau · Rüdiger Helm · Harald Marg                  | 03:05.64 | Румунија · Nicuşor Eşanu · Ion Bîrlădeanu · Mihail Zaifu · Alexandru Giura                | 03:06.73 | Шпанија · Herminio Rodriguez · José María Esteban · Jóse Ramón López · Luis Gregario Ramos | 03:07.34 |
| K-4 10000 m | Совјетски Савез · Aleksandr Shaparenko · Sergey Nikolskiy · Vladimir Morozov · Aleksandr Avdeyev | 35:43.39 | Пољска · Andrzej Klimaszewski · Krzysztof Lepianka · Zbigniew Torzecki · Zdzisław Szubski | 35:59.55 | Румунија · Cuprian Macareanu · Ciobann Marian · Stefan Popa · Nicolae Tico                 | 36:32.21 |

### Жене

#### Кајак
| Дисциплина | Злато                                                                               | Време    | Сребро                                                                              | Време    | Бронза                                                                     | Време    |
| K-1 500 m  | Источна Немачка · Roswitha Eberl                                                    | 01:59.80 | Совјетски Савез · Olga Makarova                                                     | 02:03.02 | Румунија · Maria Cosma                                                     | 02:03.23 |
| K-2 500 m  | Источна Немачка · Marion Rösiger · Martina Fischer                                  | 01:48.50 | Совјетски Савез · Natalya Kalashinkova · Nina Doroh                                 | 01:49.52 | Румунија · Agafia Orlov · Natasia Nichitov                                 | 01:50.01 |
| K-4 500 m  | Источна Немачка · Marion Rösiger · Roswitha Eberl · Carsta Genäuß · Martina Fischer | 01:38.00 | Бугарска · Vanja Gescheva · Maria Mintscheva · Natascha Janakieva · Iliana Nikolova | 01:40.88 | Румунија · Agafia Orlov · Natasia Nichitov · Maria Nicolae · Nastasia Buri | 01:40.91 |

## Табела медаља
| Позиција    | Држава          | Злато | Сребро | Бронза | Укупно |
| ----------- | --------------- | ----- | ------ | ------ | ------ |
| 1           | Источна Немачка | 7     | 0      | 1      | 8      |
| 2           | Мађарска        | 4     | 2      | 2      | 8      |
| 3           | Совјетски Савез | 2     | 6      | 5      | 13     |
| 4           | Румунија        | 2     | 4      | 7      | 13     |
| 5           | Југославија     | 2     | 1      | 1      | 4      |
| 6           | Бугарска        | 1     | 1      | 0      | 2      |
| 7           | Пољска          | 0     | 1      | 1      | 2      |
| 7           | Шпанија         | 0     | 1      | 1      | 2      |
| 9           | Норвешка        | 0     | 1      | 0      | 1      |
| 9           | Француска       | 0     | 1      | 0      | 1      |
| Укупно (10) | Укупно (10)     | 18    | 18     | 18     | 54     |